# Guy Roderick Turner
Guy Roderick Turner, kanadski general, * 13. december 1889, † 1963.